# Zbyněk Fojtíček
Zbyněk Fojtíček (* 27. července 1963) je český politik, v letech 2020 až 2024 zastupitel a radní Zlínského kraje, od roku 2002 starosta obce Bystřička na Vsetínsku, člen ODS.

## Život
Zbyněk Fojtíček žije v obci Bystřička na Vsetínsku.

## Politická kariéra
V komunálních volbách v roce 2002 byl zvolen jako nestraník za ODS zastupitelem obce Bystřička. Následně vstoupil do ODS a za tuto stranu obhájil mandát zastupitele obce ve volbách v letech 2006, 2010 a 2014. Od roku 2002 zastává také post starosty obce.
V krajských volbách v roce 2008 kandidoval za ODS do Zastupitelstva Zlínského kraje, ale neuspěl. Zvolen nebyl ani ve volbách v letech 2012 a 2016. Podařilo se mu to až ve volbách v roce 2020. Dne 10. listopadu 2020 se navíc stal radním Zlínského kraje pro investice a dotace. Ve volbách v září 2024 obhajoval jako člen ODS post krajského zastupitele, mandát se mu však získat nepodařilo.
Za ODS kandidoval také ve Zlínském kraji ve volbách do Poslanecké sněmovny PČR v roce 2013, ale neuspěl. Ve volbách do Senátu PČR v roce 2018 kandidoval za ODS v obvodu č. 77 – Vsetín. Se ziskem 12,99 % hlasů skončil na 3. místě.